# 죽산박씨 문헌공파 묘역
죽산박씨 문헌공파 묘역(박원형‧박안성‧박지영 묘)은 대한민국 경기도 용인시 처인구 백암면 옥산리에 있다. 2018년 10월 22일 용인시의 향토유적 제70호로 지정되었다.

## 지정 취지
죽산박씨 문헌공파 묘역은 박원형, 박안성, 박지영 묘 3기로 구성되어 있으며 조선 초기 사대부묘의 묘제가 정착되어 가는 모습을 잘 나타내는 석물갖춤을 보여준다.
묘역 뒤편에 인위적인 조산을 만든 점, 조선시대 신도비 중 가장 이른 시기의 신도비가 있고 이 비에 도량형 도구인 주척을 실물크기로 새겨놓은 특이점 등은 용인지역 향토문화 연구와 보존을 위한 중요한 자료이므로 향토유적으로 지정하고자 한다.